# Chiebbia
Le Chiebbia est un torrent italien du Piémont coulant dans la province de Biella. Il est un affluent du Quargnasca.

## Géographie

### Parcours

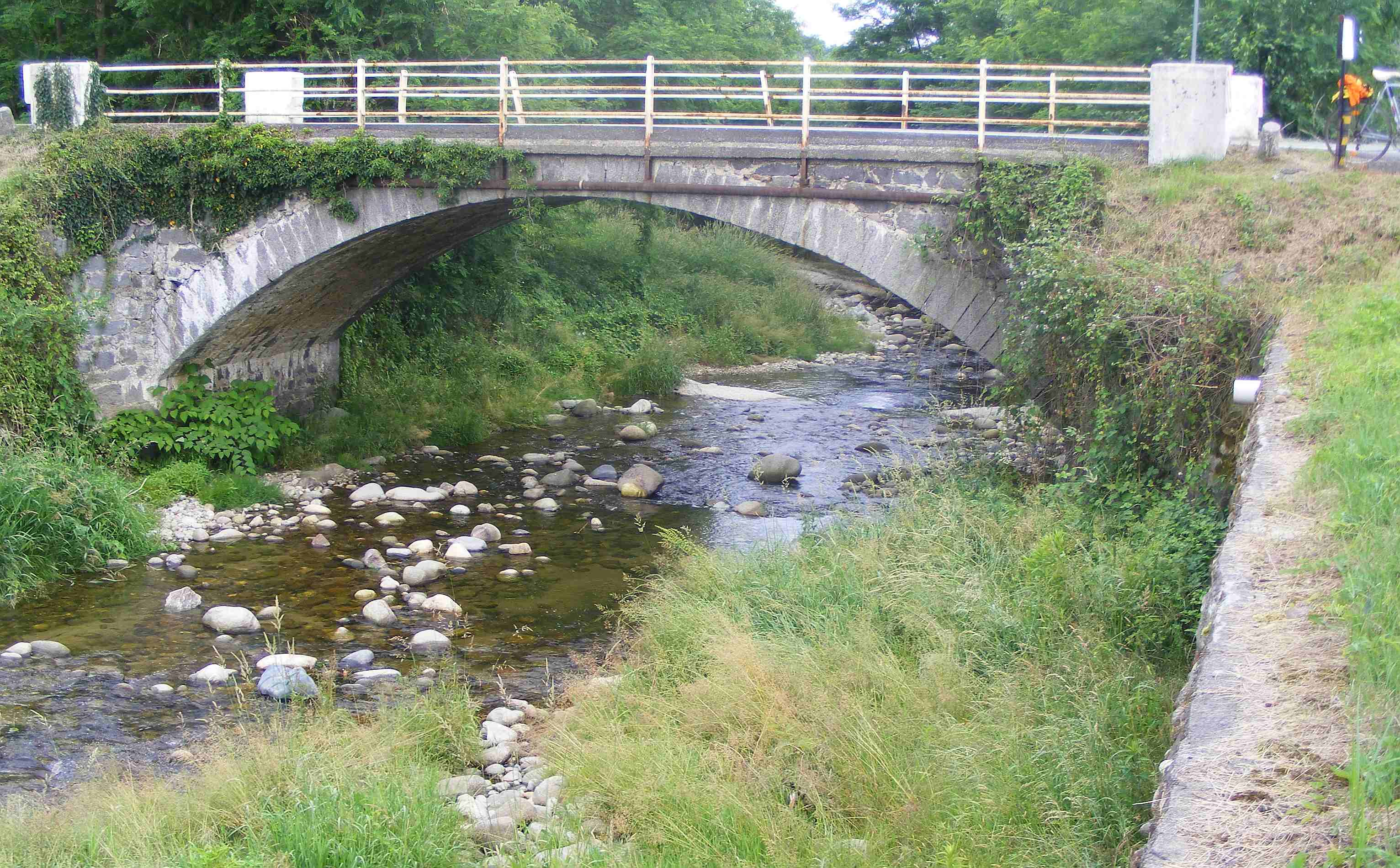
Pont sur le Chiebbia à Valdengo.

Le Chiebbia prend sa source depuis différentes petites sources qui drainent le versant méridional du mont Turlo (835 mètres) situé à la limite entre les communes d'Andorno Micca, Selve Marcone et Pettinengo.

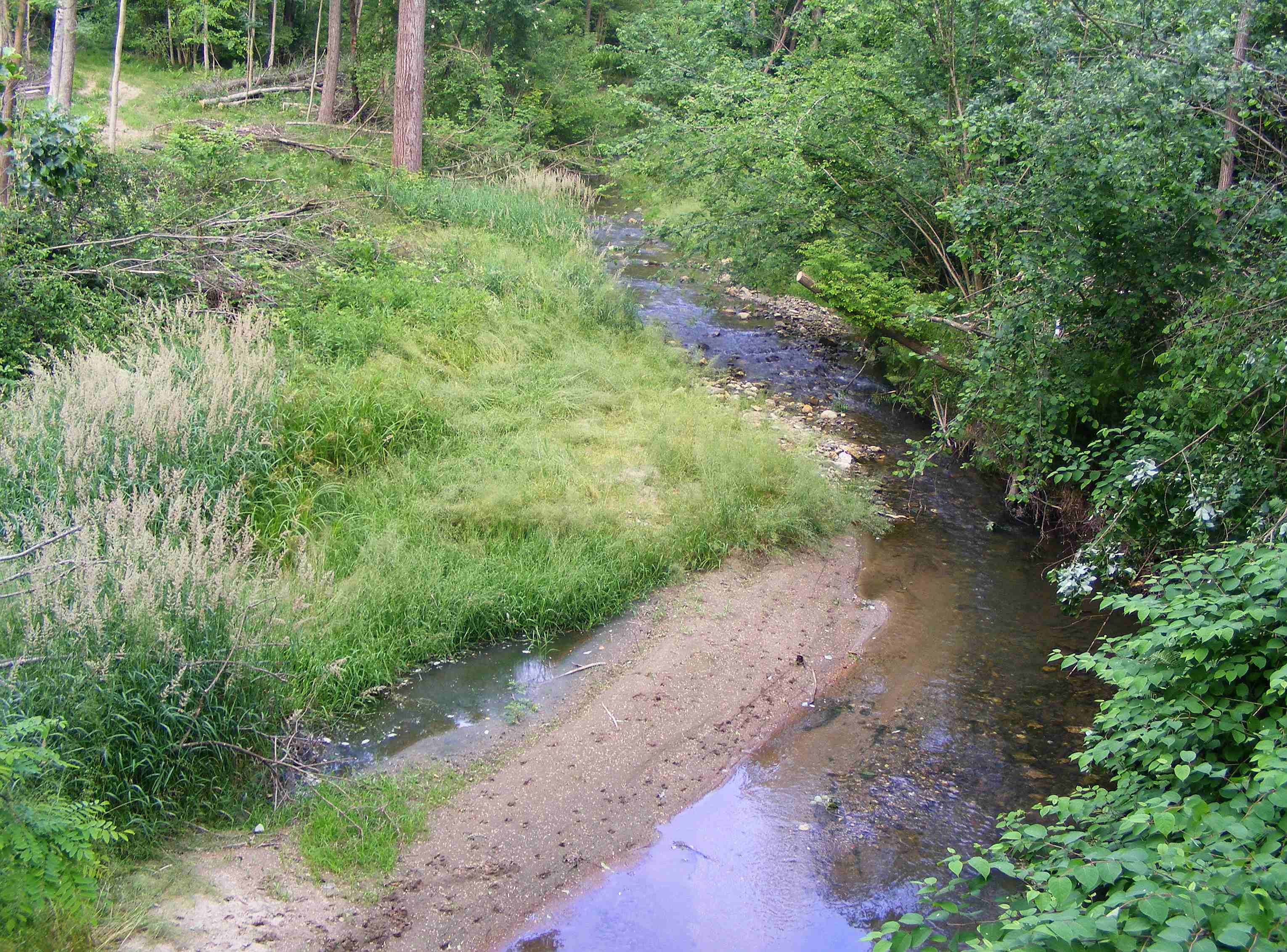
Le Chiebbia à Ronco Biellese.

Le premier tronçon du cours d'eau est dirigé vers le sud et baigne la vallée comprise entre Zumaglia, Vaglio Pettinengo et la Colma, hameau d'Andorno Micca. Après avoir pénétré sur la commune de Ronco Biellese, le Chiebbia arrive au mont Prevè (660 mètres), passant par une étroite gorge et sortant vers la plaine en direction du quartier biellois de Chiavazza. À cet endroit, le torrent modifie sa propre orientation de 90° pointant alors vers l'est et traversant peu après les communes de Vigliano Biellese, Valdengo et Cerreto Castello.
Sur ce tronçon, le Chiebbia traverse une aire densément peuplée et reçoit depuis sa rive gauche de nombreux apports hydriques de diverses rivières. Le cours du torrent paraît quasiment rectiligne et endigué sur les deux côtés. De nombreux ponts routiers le surplombent tout le long de sa course.
Enfin, celui-ci se jette sur le territoire de la commune de Cossato dans le Quargnasca, quelques centaines de mètres avant que ce dernier ne se jette à son tour dans la Strona di Mosso.

### Affluents
Après un premier tronçon situé dans les collines, le bassin du Chiebbia se présente comme fortement asymétrique. Depuis sa rive gauche, il reçoit en fait l'apport de nombreux cours d'eau mineurs, pour la plupart non dénommés sur les cartes, qui drainent les collines à l'est de Biella.
Depuis la plaine qui s'étend sur sa rive droite, aucun apport hydrique significatif ne lui parvient.

## Histoire

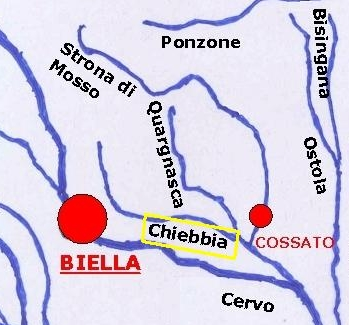
Localisation du Chiebbia.

Le Chiebbia a plusieurs fois inondé l'agglomération de Chiavazza ainsi que la zone de plaine située entre Chiavazza et Cerreto Castello. Les dommages majeurs, non seulement causés par le cours d'eau principal, l'ont aussi été par les petites rivières secondaires environnantes qui, en drainant les petits bassins, tendent à répondre aux précipitations aussi brèves que de fortes intensités.
En particulier, l'évènement frappant reste celui du 22 septembre 1981 lorsqu'à Chiavazza, près de la confluence avec le Rio Sacchetto, une crue vint détruire le pont de la rue Milano.

## Utilisation
La zone de plaine traversée par le Chiebbia conserve encore une certaine activité agricole, en particulier vivrière, utilisant les eaux du Chiebbia à des fins d'irrigation. Nous pouvons aussi noter la présence de prélèvements industriels sur le torrent.

## Sources
- (it) Cet article est partiellement ou en totalité issu de l’article de Wikipédia en italien intitulé « Chiebbia » (voir la liste des auteurs).